# Live at the Royal Albert Hall (álbum de Nick Cave and the Bad Seeds)
Live at the Royal Albert Hall es un álbum en directo del grupo australiano Nick Cave & The Bad Seeds, publicado por la compañía discográfica Mute Records en noviembre de 2008. El álbum fue grabado los días 19 y 20 de mayo de 1997 durante la gira de promoción del álbum The Boatman's Call, y ocho de las canciones (además de una versión de «The Weeping Song») fueron originalmente planeados para incluir en un disco extra del recopilatorio The Best of Nick Cave and The Bad Seeds.
El álbum incluye una versión de «Where the Wild Roses Grow» con Blixa Bargeld como vocalista, en una forma similar a la versión demo que puede encontrarse en el recopilatorio B-Sides & Rarities.

## Lista de canciones
Todas las canciones escritas y compuestas por Nick Cave excepto donde se anota. 
| N.º | Título                      | Escritor(es)                          | Duración |  |
| 1.  | «Lime Tree Arbour»          |                                       | 3:41     |  |
| 2.  | «Stranger than Kindness»    | Anita Lane, Blixa Bargeld             | 5:03     |  |
| 3.  | «Red Right Hand»            | Nick Cave, Mick Harvey, Thomas Wydler | 5:18     |  |
| 4.  | «I Let Love In»             |                                       | 4:12     |  |
| 5.  | «Brompton Oratory»          |                                       | 3:47     |  |
| 6.  | «Henry Lee»                 | Tradicional, arr.: Nick Cave          | 4:03     |  |
| 7.  | «The Ship Song»             |                                       | 4:15     |  |
| 8.  | «Where the Wild Roses Grow» |                                       | 4:12     |  |
| 9.  | «People Ain't No Good»      |                                       | 6:11     |  |
| 10. | «Do You Love Me?»           | Nick Cave, Martyn P. Casey            | 4:31     |  |
| 11. | «Far From Me»               |                                       | 6:12     |  |
| 12. | «The Mercy Seat»            | Nick Cave, Mick Harvey                | 5:12     |  |